# Jackson Clavijo
Jackson Clavijo (Rubio, Táchira, Venezuela; 1 de enero de 1992) es un exfutbolista venezolano que jugaba como defensa y su último equipo fue el R.E.D.I. Colón del Torneo de Promoción y Permanencia de la Federación Venezolana de Fútbol.
Integró la selección venezolana sub-17 y en el 2009 participó en el Campeonato Sudamericano Sub-17 en  Chile.

## Clubes
| Club              | País      | Año         |
| ----------------- | --------- | ----------- |
| Deportivo Táchira | Venezuela | 2008 - 2012 |
| Deportivo Petare  | Venezuela | 2013        |
| Monagas S.C.      | Venezuela | 2013 - 2014 |
| R.E.D.I. Colón    | Venezuela | 2014 - 2022 |